# América Latina y el Caribe
América Latina y el Caribe (ALC) o Latinoamérica y el Caribe (LAC) es una región geográfica del continente americano que está definida por las Naciones Unidas y que comprende a los países de América Latina y el Caribe. Esta región es geopolítica, étnica, cultural y geográfica, y se contrapone a la región de América Septentrional.

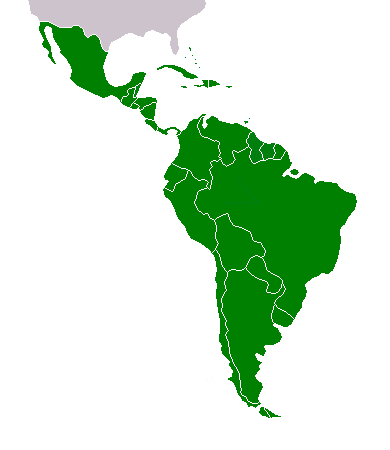
Mapa de América Latina y el Caribe

Se estima que para 2019, la población es de 629 millones de habitantes.

## Subdivisión
De acuerdo con el Geoesquema de las Naciones Unidas, Latinoamérica y el Caribe se puede subdividir en las siguientes áreas, incluyendo 33 países independientes:

### América Central
En la subregión de América Media o América Central, la ONU incluye a México y Centroamérica. Países:
 Belice
 Costa Rica
 El Salvador
 Guatemala
 Honduras
 México
 Nicaragua
 Panamá

### América del Sur
Sudamérica, que abarca los siguientes países y territorios:
 Argentina
 Bolivia
 Brasil
 Chile
 Colombia
 Ecuador
 Guayana Francesa
 Guyana
 Paraguay
 Perú
 Uruguay
 Surinam
 Venezuela

### El Caribe o Antillas
El Caribe está conformado por los archipiélagos e islas que conforman las Antillas, por lo que corresponde a los siguientes países y dependencias:
 Anguila
 Antigua y Barbuda
 Aruba
 Bahamas
 Barbados
 Bonaire
 San Eustaquio
  Saba
 Islas Caimán
 Cuba
 Curazao
 Dominica
 Granada
 Guadalupe
 Haití
 Jamaica
 Martinica
 Montserrat
 Puerto Rico
 República Dominicana
 San Bartolomé
 San Cristóbal y Nieves
 Santa Lucía
 San Martín francés
 San Martín neerlandés
 San Vicente y las Granadinas
 Trinidad y Tobago
 Islas Turcas y Caicos
 Islas Vírgenes de los Estados Unidos
 Islas Vírgenes Británicas